# Тополь сибирский
Тополь сибирский (лат. Populus ×sibirica) — вид лиственных деревьев из рода Тополь (Populus) семейства Ивовые (Salicaceae), вид гибридного происхождения. 
В связи с отсутствием молекулярно-генетических исследований вида и недостаточным объёмом знаний о его морфологическом полиморфизме точное происхождение вида неизвестно, но несомненно, он является спонтанным межсекционным гибридом, появившимся при скрещивании видов из секций Aigeiros и Tacamahaca. Вероятно является гибридом тополя бальзамического (Populus balsamifera) и тополя чёрного (Populus nigra).
По другой версии образование этого гибрида произошло при участии азиатских видов тополя лавролистного (Populus laurifolia) и тополя душистого (Populus suaveolens)
Точно установить родительские виды «сибирского бальзамического тополя» можно при проведении молекулярно-генетических исследований.

## Распространение
Повсеместно встречается по средней климатической полосе России, в Саратовской, Волгоградской, Московской, Смоленской, Калужской, Вологодской, Архангельской областях, в Республике Коми (Сыктывкар и его окрестности), на Урале (Екатеринбург, Уфа), в Западной Сибири (Новосибирск, Томск, Красноярск, Новокузнецк, Кемерово, Тобольск), на Алтае (Горно-Алтайск, Барнаул, Онгудай, Кулунда, Хакасия), в Северном Казахстане (Семипалатинск, Павлодар), и восточнее в Иркутске, Улан-Удэ и Чите.
В европейской части России зачастую селится на пустырях, в окрестностях железных дорог, на лесных пустошах и в иных нарушенных биотопах, проявляет заметную инвазионную активность.

## Ботаническое описание
Дерево до 25 м высотой. Молодая кора гладкая, зеленовато-желтоватая. Молодые побеги гладкие, голые. Листовые пластинки широкояйцевидные с сильно оттянутой верхушкой, с округлым основанием, сверху тёмные, снизу бледно-зелёные, явно двуцветные, с тупо-городчато-пильчатым краем листа, с хорошо заметными желёзками. Черешки не более чем в 2—2,5 раза короче листовой пластинки, сверху с желобком, очень узким и хуже заметным в верхней половине, без железок при переходе в основание листовой пластинки. Побеги, листья и серёжки чаще голые или редко опушённые. Коробочка 2-створчатая, почти сидячая.

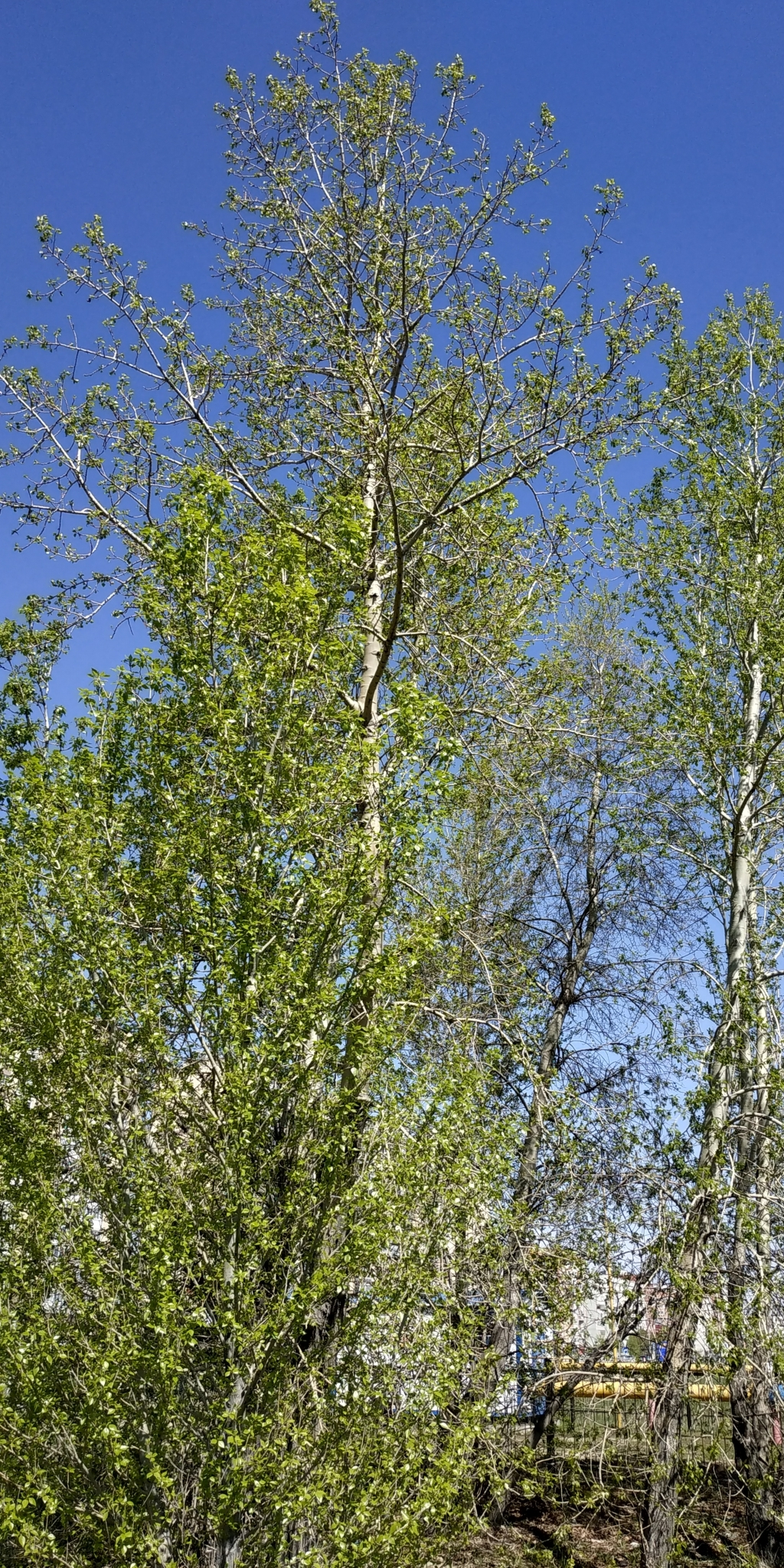
Летний наряд
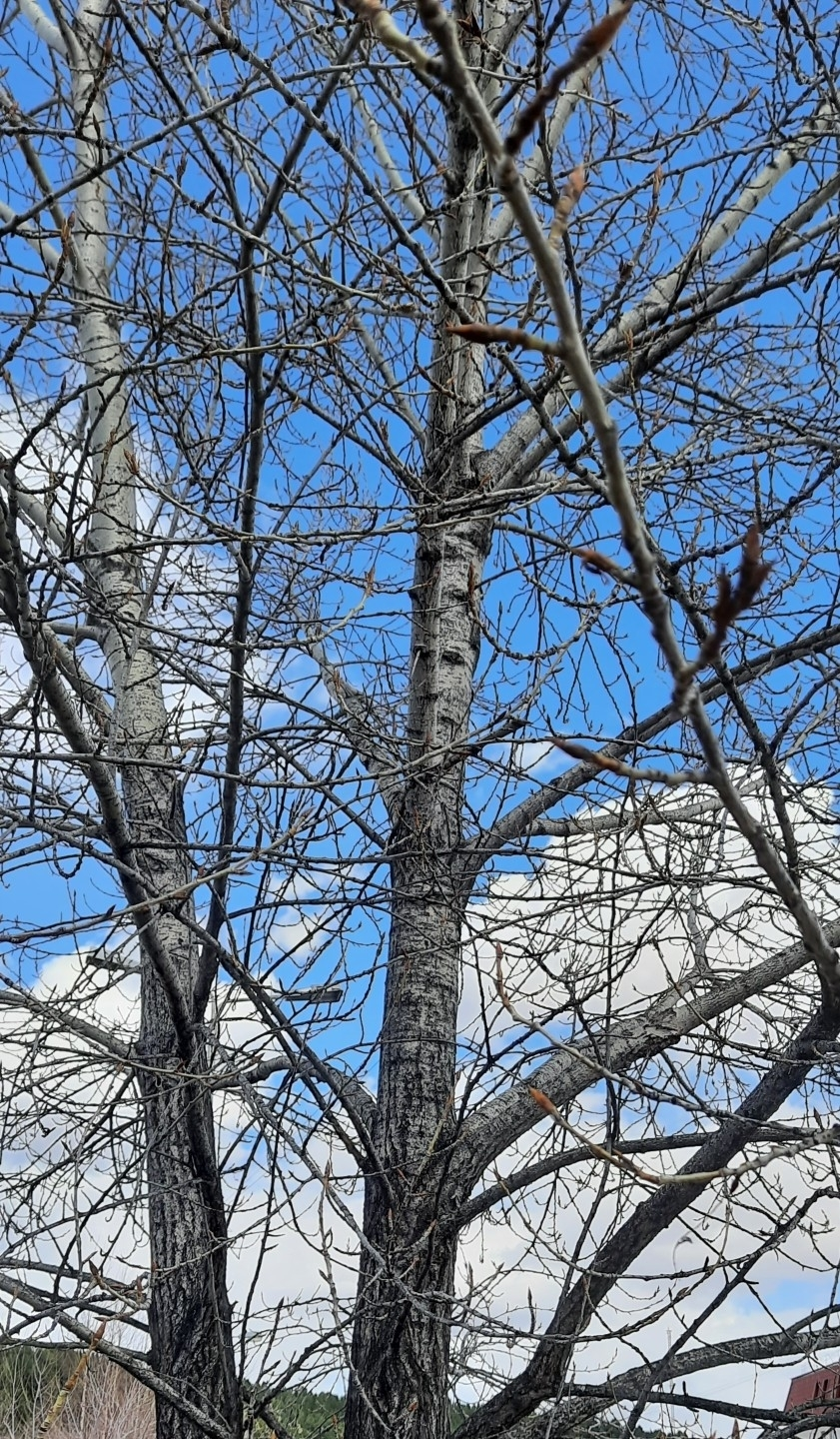
Зимний наряд
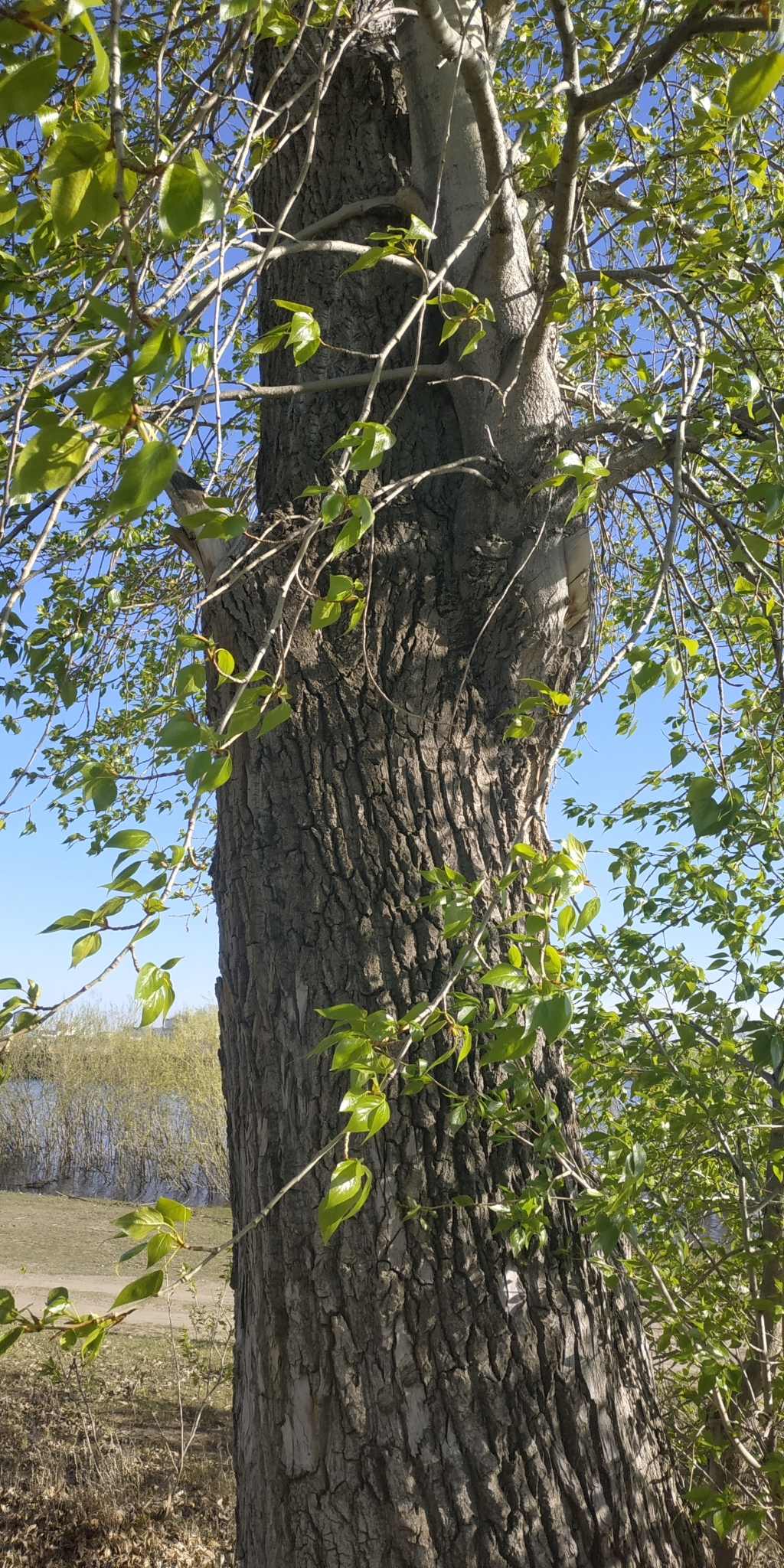
Ствол
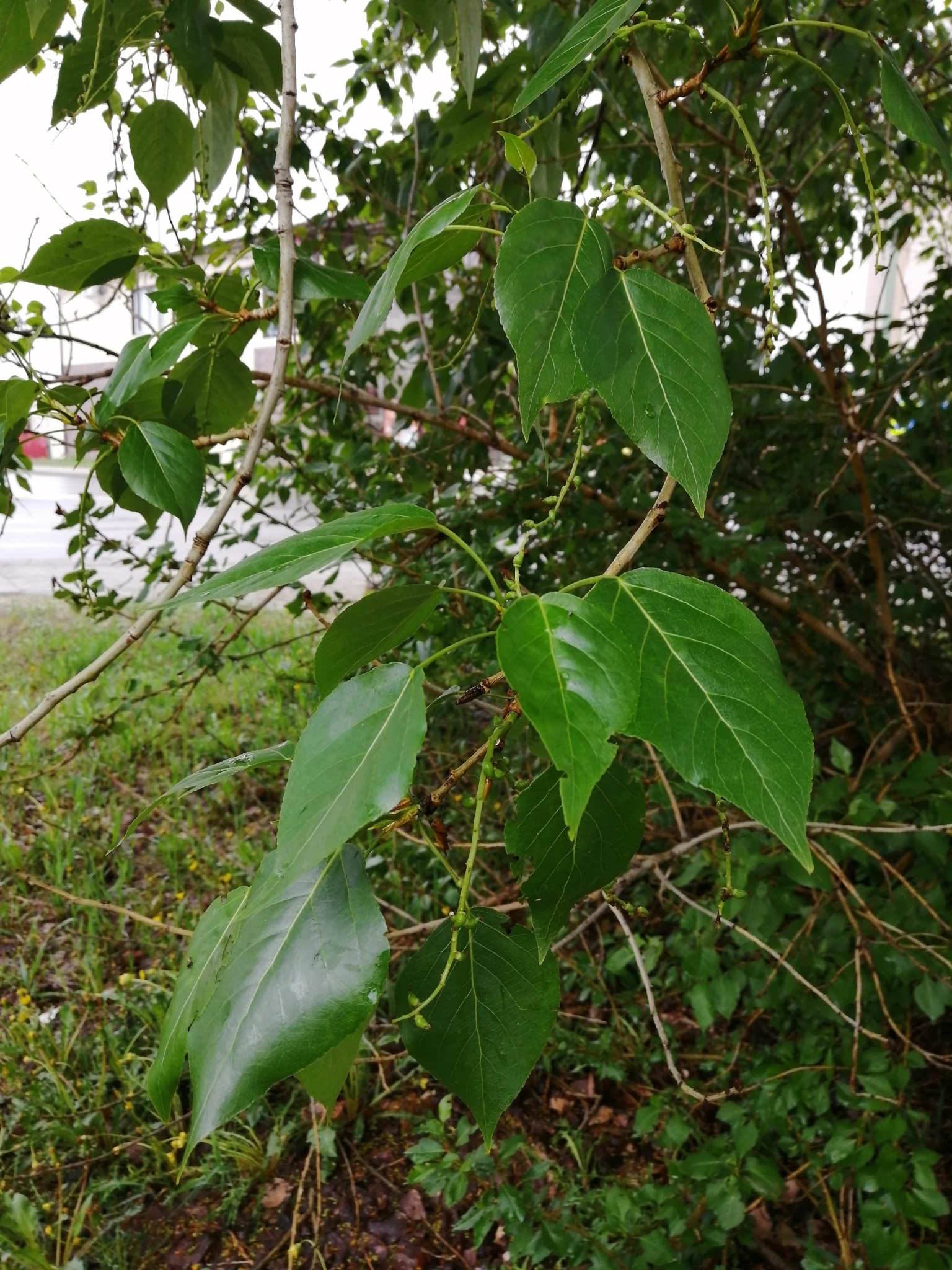
Ветви
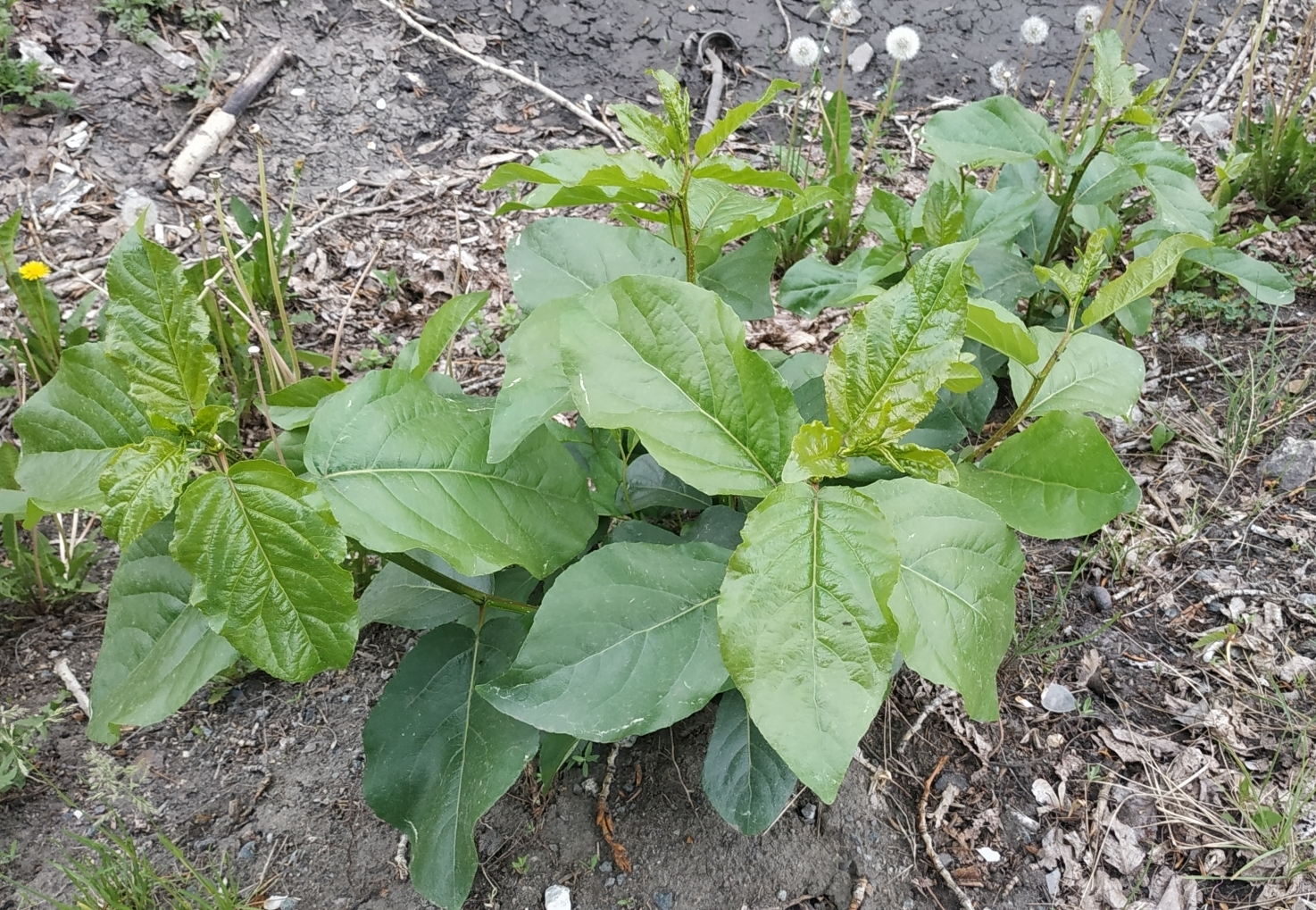
Ростки

## Значение и применение
Тополь сибирский часто используется для формирования полезащитных насаждений, в посадках на обочинах шоссе, вдоль железных дорог, и для озеленения населённых пунктов. Так, в городе Новокузнецке тополь сибирский в 40—70-х годах ХХ столетия часто высаживался при создании скверов и парков, применялся для озеленения жилых кварталов и производственных территорий.
Широко использовался при озеленении Новосибирска, где его посадки составляют 25% от всех насаждений деревьев и кустарников.

## Таксономия
Populus × sibirica G.V.Krylov & G.V.Grig. ex A.K.Skvortsov nothospecies nova, Бюллетень Главного ботанического сада 193: 43 (2007)
Arbor sat alta (ad 25 m), cortice usque ad aetatem maturam (et saepe serior) glabra viridescente vel lutescente. Ramuli 2-3-ennes rotundati glabri laete viridicinerascentes. Ramuli rosulantes desunt. Petioli tenui, ad 5 (-6) cm. longi, supeme indistincte sulcati, sub laminam vix compressi, glabri vel paullo pubescentes. Lamina foliorum (rami maturi, nee sobolis) ovate - attenuata, basi saepissime orbicularis v. fere truncata v. late - cuneata, saepe (in foliis superioribus ramuli elongati) subtriangularis; distincte bicolor: supeme obscure, subtus pallide viridis; margine minute crenulato-dentata, glabra vel rarius novella paullo pilosa; 6-10 cm longa, 4-6 cm lata. Ratio long, laminae / long, petioli vulgo non excedit 272. Amenta glabra, feminea capsulis levibus (nee tuberculatis) subsessilibus 2-valvatis, saepissime sterilibus.
Est probabilisime hybrida Populus balsamifera L. x P. nigra L. In Rossia in plantariis flequentissima ab Smolensk ad Saratov et Syktyvkar; etiam Ural et Sibiria medii et australiores, Transbaicalia inclusa.  (лат.)

Деревья до 25 м высоты, с корой до достижения зрелого возраста (а часто и далее) гладкой зеленоватой или желтоватой. Молодые побеги гладкие голые , округлые (чем отклоняется участие Р. laurifolia). Розеточные побеги (истинные брахибласты) отсутствуют (это признак секции Aigeiros). Листья с довольно длинными и тонкими черешками и сравнительно короткими пластинками. Черешки сверху обычно с б.м. заметным желобком (влияние Р. balsamifera), но иногда и без него, под пластинкой обычно очень слабо или даже едва заметно сплюснутые. Пластинки обычно широкояйцевидные с сильно оттянутой верхушкой, не более чем в 2-2½ раза длиннее черешка (что отражает влияние Р. nigra), отчетливо двуцветные: верхняя сторона темная, а нижняя — бледно-зёленая (это влияние Р. balsamifera и опять же отклоняется влияние Р. laurifolia). У ростовых побегов верхние листья часто с усеченным основанием и по общей форме б.м. треугольные (влияние Р. nigra). По краю листья мелко-городчато-зубчатые (что говорит против возможного влияния Р. deltoides Marsh). Коробочка двустворчатая (это против возможного участия Р. suaveolens Fisch.), почти сидячая (что согласно с Р. balsamifera), часто недоразвитая (что обусловлено гибридной природой растения). Опушение (побегов, листьев, сережек) чаще вовсе отсутствует, но иногда имеется весьма рыхлое.Скворцов А.К., Бюллетень Главного ботанического сада 193: 43. 2007.
Тип — город Новосибирск, улица Лермонтова, сад курсов счетоводов, 9.VI.1955. Г.В. и Э.Г. Крыловы. Гербарий Томского университета. 
Изотип — гербарий Главного ботанического сада в Москве.
Первоначально в 1957 году исследователь лесов Сибири Г. В. Крылов описал новый вид тополя — Populus sibirica G. Kryl. et Grig. sp. nova., указав для него ареал — «В естественном состоянии встречается по долинам рек в предгорьях Алтая и Саян. В культуре широко распространён в озеленении в Новосибирске, Томске, Красноярске, Иркутске, Барнауле, Новокузнецке, Кемерове, Тобольске, Горно-Алтайске, Онгудае,
Семипалатинске, Павлодаре, а также в степных населённых пунктах в Кулунде и Хакасии и в полезащитных лесных полосах»
Затем в 1961 году Крылов публикует карту распространения этого тополя в Западной Сибири.
Григорьев отмечает, что „сибирский бальзамический тополь“ широко распространён в искусственных насаждениях в областях Северного и Центрального Казахстана. Другие исследователи тоже хорошо отличали этот тополь с указанием на его широкое распространение в Алтайском крае.
Скворцов А.К., ознакомившись с образцами, собранными и определёнными самим Крыловым, пришёл к выводу, что описанный Крыловым „сибирский бальзамический тополь“ помимо Сибири и Северного Казахстана так же широкое распространён на Урале (Екатеринбург, Уфа) и в Европейской части России, а именно в Саратовской, Волгоградской, Московской, Смоленской, Калужской, Вологодской, Архангельской областях, в Республике Коми (Сыктывкар и его окрестности). Кроме того встречается восточнее — в Иркутске, Улан-Удэ и Чите. Дополнительно отмечается в Москве, в частности, в Измайлове на Сиреневом бульваре.
В связи с тем, что первоначальное описание Крылова было опубликовано только на русском языке, оно долгое время оставалось вне поля зрения международного научного сообщества систематиков и практически игнорировалось и в специальной дендрологической литературе. Таким образом прошло 50 лет после первого описания нового вида широко распространённых деревьев до вхождения этого вида в общепризнанную ботаническую номенклатуру.  
Синонимы
По данным POWO:
- Populus pseudobalsamifera Fisch., Bull. Sci. Acad. Imp. Sci. Saint-Pétersbourg 9: 346—347 (1842)
- Populus balsamifera var. hortensis Hylander, Lustgården 25—26: 110 (1945), not validly publ.